# The Hope I Hold
The Hope I Hold  ist ein Jazzalbum von Ryan Keberle & Catharsis. Die am 12. September 2018 im D.A.D.S Studio, Brooklyn, und im Figure 8 Studio, Brooklyn, entstandenen Aufnahmen erschienen am 28. Juni 2019 auf Greenleaf Music. Es ist das dritte Album des Posaunisten und seiner Band Catharsis.

## Hintergrund
Etwa die Hälfte dieses sozialen Themen gewidmeten Albums ist inspiriert von dem Gedicht „Let America Be America Again“ des Harlem-Renaissance-Anführers und Lyrikers Langston Hughes aus dem Jahr 1935. Der Bandleader und Posaunist Ryan Kabeler spielte auch Fender Rhodes, Wurlitzer und Korg Minilogue; seine Mitmusiker sind der Holzbläser Scott Robinson, die Gitarristin und Sängerin Camila Meza, der Bassist Jorge Roeder und der Schlagzeuger Eric Doob. Keberle, der einen biografischen Hintergrund im Chorgesang und -arrangieren hat (was sich zuvor nicht explizit auf seine Musik ausgewirkt hat), tritt hier als zweiter Sänger auf.

## Titelliste
- Ryan Keberle & Catharsis: The Hope I Hold (Greenleaf Music GRE-CD-1072)[2]

1. Tangled In The Ancient Endless Chain
2. Despite the Dream
3. America Will Be
4. Fooled and Pushed Apart
5. Campinas
6. Para Volar (Camila Meza)
7. Peering (Jorge Roeder)
8. Zamba de Lozano (Gustavo Leguizamón)
9. Become the Water
10. Epilogue/Make America Again

Wenn nicht anders vermerkt, stammen die Kompositionen von Ryan Keberle.

## Rezeption
Nachdem bereits auf dem Vorgängeralbum Find the Common, Shine the Light mit Mezas Gitarre und Keberles Spiel auf dem Fender Rhodes der Klang der Band orchestraler geworden sei, so Will Layman (Pop Matters), würde sich auf The Hope I Hold das Spektrum der Klangfarben noch erweitern, die Keberle verwende. Mezas Gitarre sei jetzt ein wesentlicher Bestandteil jeder Komposition, und Keberle nutze den Korg Minilogue Analogsynthesizer ausgiebig, um eine breite Palette von Texturen und Klangflächen zu schaffen, die seine Kompositionen orchestrieren. Darüber hinaus habe Catharsis jetzt einen zweiten Sänger – Keberle selbst, der seine Stimme als weitere Linie und Textur hinzufügt. Schließlich nutzt die Band das Studio jetzt stärker, um Arrangements zu erstellen. Man könne fast sagen, dass The Hope I Hold versuche, zu viel auf einmal zu tun. Und einige der Texte, obwohl pointiert und von Herzen kommend, seien stärker in der Fürsprache als in der Kunstfertigkeit. Bei so viel Brillanz der Musik könnte die Herausforderung jetzt darin bestehen, diese nun auf eine fokussiertere Identität der Band zu lenken.

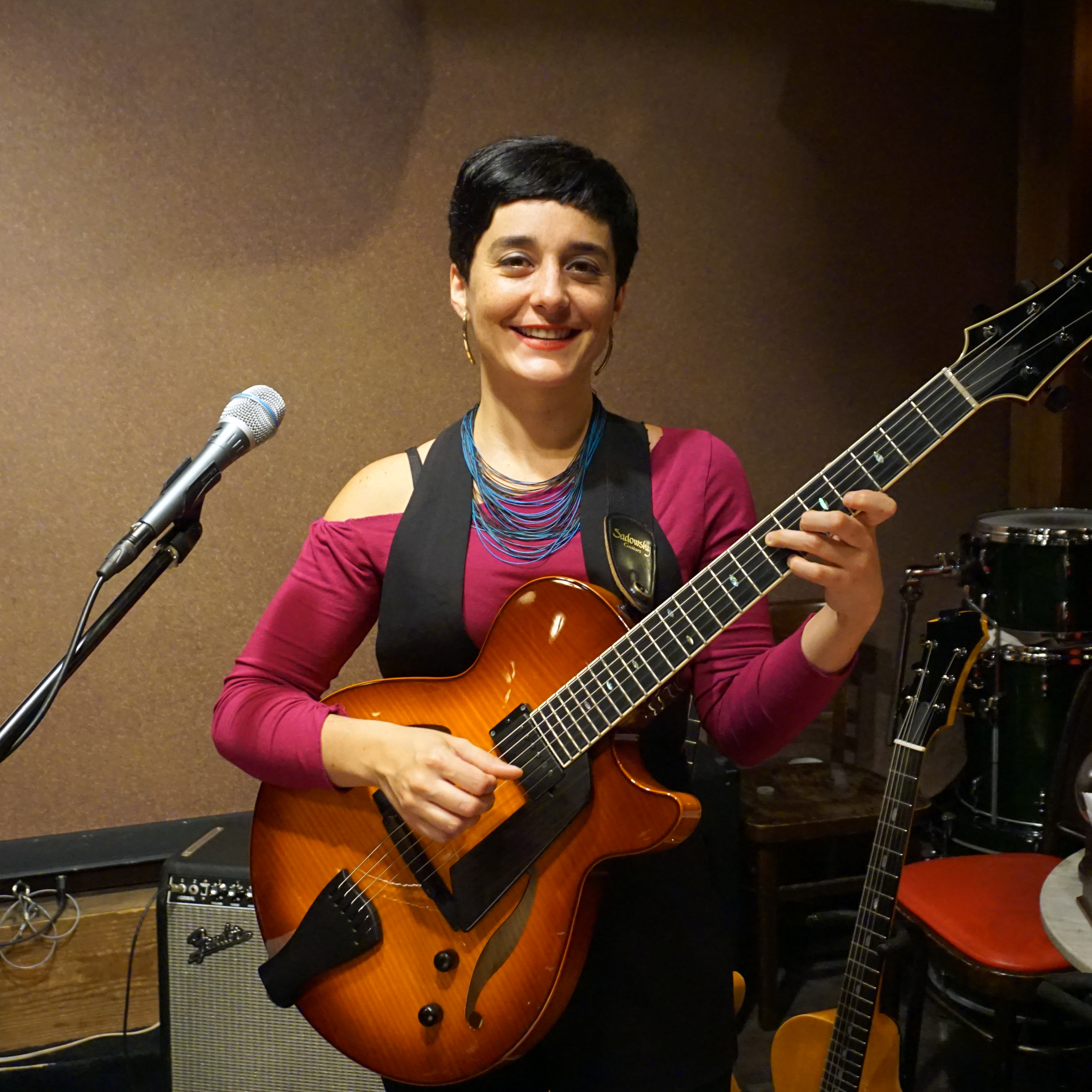
Camila Meza (2017)

Ob es wirklich Protestmusik sei, wenn die dominierende Emotion in den Songs die Hoffnung ist, fragt sich J.D. Considine in JazzTimes. Das sei eine der Fragen, die die manchmal besinnliche, manchmal hinterfragende, aber immer erhebende Musik auf The Hope I Hold aufwerfe. „Ich bin der arme Weiße, verarscht und auseinander geschoben/Ich bin der Neger, der die Narben der Sklaverei trägt“, singt Camila Meza in „Tangled in the Endless Chain“, einem Lied über den Kampf um die Freiheit, dessen Titel und Text (so wie sie sind die einiger Lieder hier aus Langston Hughes’ Gedicht „Let America Be America Again“) daran zu verzweifeln scheinen, ob jemals Freiheit erlangt werde. Doch die Musik selbst sei alles andere als entmutigend – nicht nur Mezas Stimme und Gitarre, sondern auch Scott Robinsons lyrisches Tenorsaxophon, das über dem Latin-orientiertem 6/4-Groove schwebe. Dies sei in der Tat keine Beschimpfung von Ungerechtigkeit, sondern die Zen-ähnliche Transzendenz, Kampf nur als Teil einer „endlosen Kette“ zu sehen.
„Auf dem zeitgemäßen und ergreifenden The Hope I Hold demonstrieren der vielseitige Posaunist und Komponist Ryan Keberle und sein Ensemble Catharsis weiterhin ihren charakteristischen dynamischen Sound und ihren Aktivismus“, hieß es im Chicago Jazz Magazine. Ryan Keberle sei rastlos kreativ und würde seine Musik weiterhin auf faszinierende Weise verändern. The Hope I Hold sei gleichzeitig innovativ und der künstlerischen Vision treu, die in Keberles früheren Werken zum Ausdruck komme. Es sei stilistisch einzigartig und kulturell relevant; daher sei es ein Werk, das den Test der Zeit bestehen werde.
Die Musik auf der Aufnahme erweitert und rationalisiert den Sound der Band, schrieb Martin Johnson im Wall Street Journal. Keberle sei auf einigen Titeln an den Keyboards zu hören, und die Songs würden anschwellen und auf eine anmutige Weise verschwinden, die an das Maria Schneider Orchestra erinnere. Wortlose Vocals, Texte und Soli entstünden aus wunderschönen Geweben musikalischer Texturen. Doch für vier Stücke des 56-minütigen Programms reduziere sich die Band auf ein Trio aus Keberle, Camila Meza und Jorge Roeder, und der Sound werde hier intimer.